# ایمن آزمونی
ایمن آزمونی یا عیارسنجی ایمنی یک تست زیست‌شیمی است که درصد یا غلظت یک درشت‌مولکول یا یک مولکول کوچک در یک محلول را از طریق استفاده از پادتن (معمولا) یا آنتی‌ژن (بعضاً) اندازه‌گیری می‌کند. مولکولی که توسط عیارسنجی ایمنی تشخیص داده می‌شود اغلب به عنوان «آنالیت» نامیده می‌شود و در بسیاری از موارد یک پروتئین است. هرچند ممکن است به صورت سایر انواع مولکول‌ها با اندازه و انواع متفاوت وجود داشته باشند. مادامی که آنتی‌بادی‌های مناسب خواص کافی برای سنجش دارند توسعه می‌یابد. آنالیت‌ها در مایعات زیست‌شناسی همچون سرم یا ادرار بارها با استفاده از عیار سنجی ایمنی برای اهداف پزشکی یا تحقیقاتی اندازه‌گیری می‌شوند.